# Ritorno degli ambasciatori alla corte inglese
Il Ritorno degli ambasciatori alla corte inglese è un telero (olio su tela, 297×527 cm) di Vittore Carpaccio, databile al 1495 circa e conservato nelle Gallerie dell'Accademia di Venezia. Si tratta dell'ultimo episodio dipinto per le Storie di sant'Orsola, già nella Scuola di Sant'Orsola a Venezia, ma dal punto di vista dello sviluppo del racconto è il terzo. 

## Descrizione
Secondo le fonti agiografiche seguite da Carpaccio, la cristiana Orsola, figlia del re di Bretagna, accettò di sposare il principe inglese Ereo, pagano, a patto che costui si convertisse e andasse con lei in pellegrinaggio a Roma. Il dipinto mostra gli ambasciatori inglesi che tornano in patria portando la risposta di Orsola e di suo padre: si tratta dell'ultima delle tre Ambascerie, con l'Arrivo e il Commiato. 

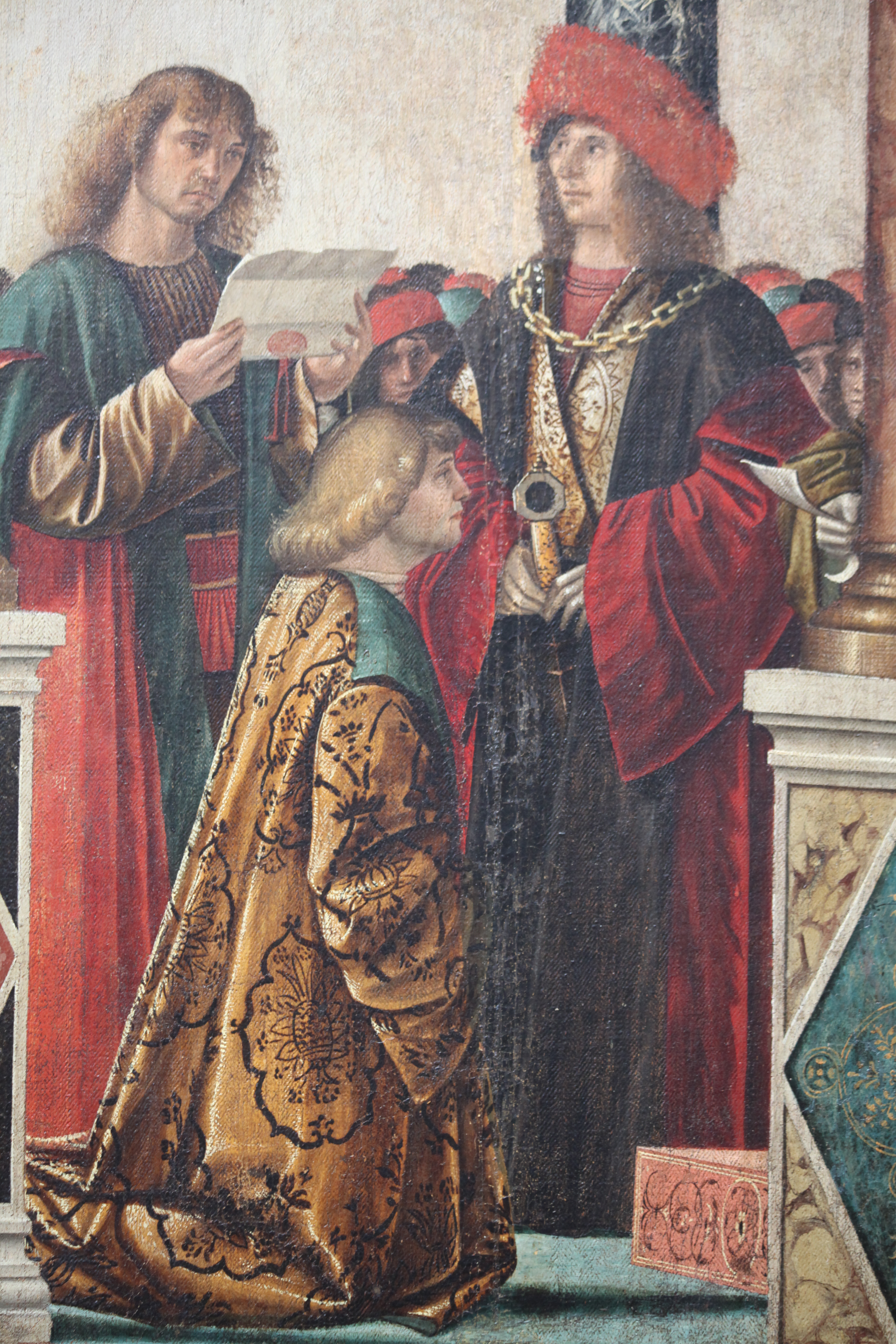
Dettaglio con Ereo e gli ambasciatori nella parte destra del dipinto

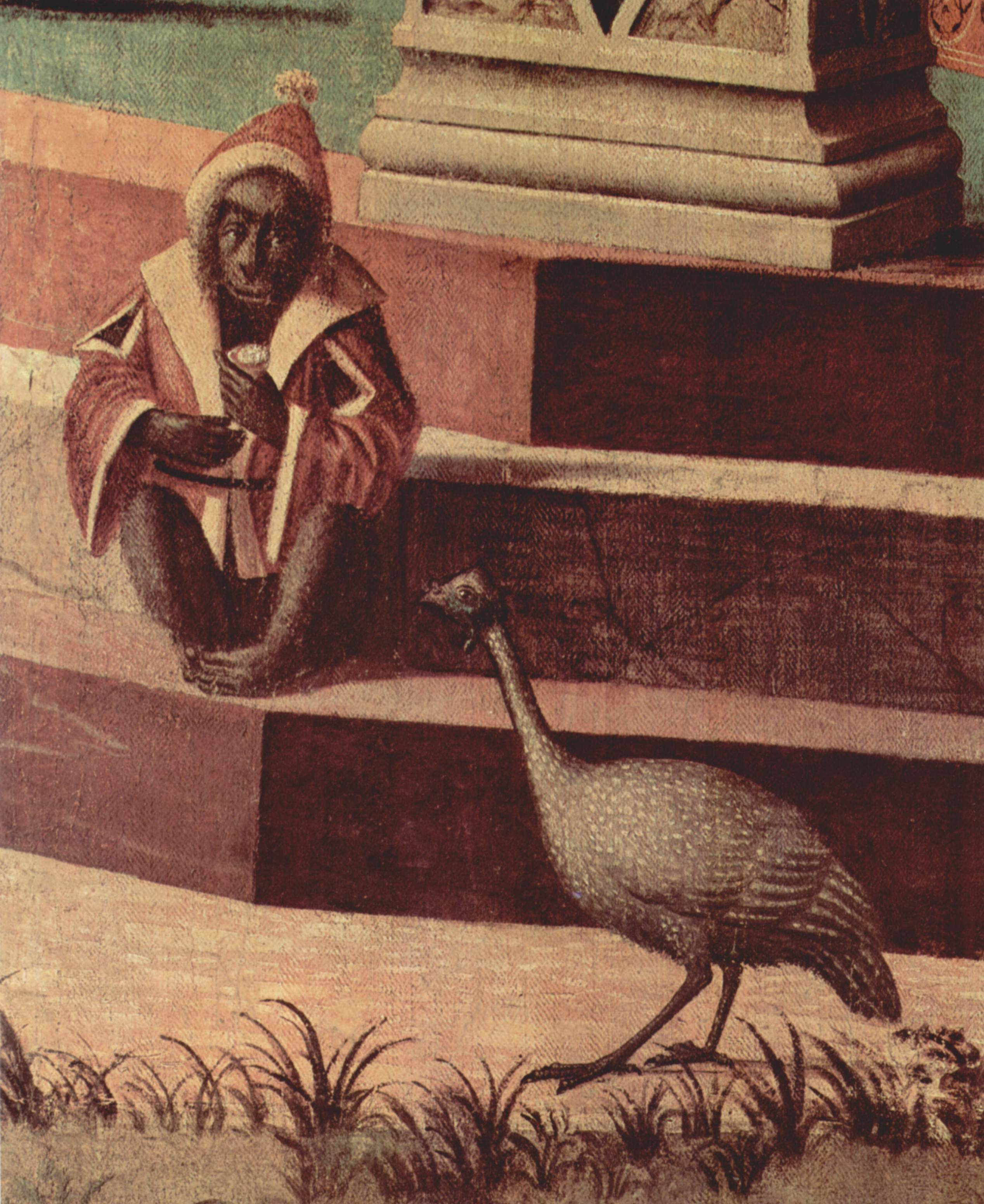
Dettaglio con la scimmietta e la pavoncella

L'ambientazione presenta un piazzale che confina con un'insenatura, dove si trovano imbarcazioni, e un canale, con un pennone dalla bandiera schioccante al vento che si erge su un basamento marmoreo con un disco di pietra rossa. L'artista descrive due momenti narrativi distinti. Sulla sinistra e al centro due degli ambasciatori, appena rientrati in Inghilterra, prestano omaggio a Ereo, mostrato di spalle: il principe, che indossa un grande cappello, tiene in mano la lettera a lui indirizzata, della quale ancora non conosce il contenuto. Questa parte della composizione, più estesa dell'altra, è concertata con alcuni elementi ripresi pari pari dal cerimoniale veneziano, per esempio lo scalco seduto con la mazza e la catena d'oro oppure il paggio bambino che suona la ribeca, figure immancabili durante le presentazioni delle delegazioni estere. A destra appare di nuovo Ereo, di cui si vede ora il volto, e con lui ci sono altri due ambasciatori, uno dei quali ha appena terminato di leggere pubblicamente la risposta di Orsola, mentre il secondo è inginocchiato davanti al re inglese (nonché padre del giovane), assiso in trono e attorniato dalla corte. Il principe qui regge una spada con entrambe le mani e ha un aspetto ancora più sfarzoso, sfoggiando ricche vesti e un prezioso collare oltre al cappello; nei suoi occhi sembra trasparire l'intenzione di accondiscendere ai desideri della donna amata. Chi appare invece visibilmente accigliato è suo padre: egli rimugina su quanto ha ascoltato, e solo nel successivo telero del ciclo, Incontro dei fidanzati e partenza per il pellegrinaggio, si potrà constatare che ha finito per dare la propria approvazione. Il padiglione del sovrano, di forma ottagonale, campeggia in ragione della sua notevole altezza, mentre lo sfondo è occupato da una freschissima veduta cittadina con alcune torri e, soprattutto, da un maestoso palazzo con decorazioni a monocromo e un arcone centrale, verso il quale converge una folla che è assiepata sulla fondamenta e sul ponte, in cui ciascuno è individuato nel costume del proprio ceto e del proprio paese d'origine. Accanto al palazzo, un alto muro merlato cinge un giardino da cui spuntano le cime degli alberi. 
Numerosi sono i dettagli di genere, come la scimmietta vestita e la pavoncella che stanno in primo piano sui gradini della loggia reale.

## Stile
L'amplissima composizione è impostata con un'orchestrazione studiata nella prospettiva unitaria. Una luce dorata permea il dipinto vibrando liberamente su tutti i dettagli e generando quella particolare atmosfera in cui sembra che l'aria circoli liberamente: i piani sono scalati dalla luce, con un uso ricchissimo del colore. Il ritmo è lento e magicamente sospeso, con una "sospensione sentimentale" che aveva in quegli anni tra gli interpreti più apprezzati anche il Perugino.